# 木次線
木次線（きすきせん）は、島根県松江市の宍道駅から広島県庄原市の備後落合駅に至る西日本旅客鉄道（JR西日本）の鉄道路線（地方交通線）である。

## 概要
木次駅と宍道駅を結んだ簸上鉄道（ひかみてつどう）によって開業し、後に鉄道省によって南方に延伸されて芸備線と接続し、芸備線と共に陰陽連絡路線の一つとして機能していた路線である。1950年代から1990年までは広島・松江へ直通する急行「ちどり」などの優等列車が運転されていたが、山陽新幹線の開業と伯備線の電化に伴う旅客の流れの変化に加え、道路整備の進展と自家用車の普及（モータリゼーション）・高速バスの隆盛にも押されて、1990年代以降は陰陽連絡線としての役割は失われた。
JR西日本の他のローカル線と同様に、保守点検の合理化を目的とした25 - 30 km/hの速度制限箇所が多数あり、軽便鉄道並みの運用となっている。
2013年度（平成25年度）の輸送密度（平均通過人員）は245人/日である。本来ならば1980年代初頭の「第2次特定地方交通線」（輸送密度500人/日以上2000人/日未満）に指定され、廃止対象となる予定であったが、当時「沿線道路が未整備である」として対象から除外された。
中国統括本部直轄（沿線の地域対応は山陰支社が担当）の宍道駅と備後落合駅（沿線の地域対応は広島支社が担当）を除くと、路線の運行と営業は木次鉄道部が、沿線の地域対応は広島県に属する油木駅のみ広島支社が、島根県に属するその他の区間は山陰支社が担当している。
2016年2月4日、米子支社によってラインカラー、路線記号の導入が発表され、同月中より順次導入されている。ラインカラーは「沿線の紅葉の色」をイメージする山吹色（■）、記号は E である。
2018年に三江線が廃止されたため、島根県と広島県を結ぶ唯一の鉄道路線となった。

### 路線データ
- 管轄（事業種別）：西日本旅客鉄道（第一種鉄道事業者）
- 路線距離（営業キロ）：81.9 km
- 軌間：1067 mm（狭軌）
- 駅数：18（起終点駅含む）
  - 木次線所属駅に限定した場合、山陰本線所属の宍道駅と芸備線所属の備後落合駅が除外され[4]、16駅となる[5]。
- 複線区間：なし（全線単線）
  - 列車交換可能駅：5（加茂中駅・木次駅・出雲三成駅・出雲横田駅・出雲坂根駅）
- 電化区間：なし（全線非電化）
- 閉塞方式：特殊自動閉塞式（軌道回路検知式）
- 最高速度：
  - 宍道駅 - 木次駅間 75 km/h
  - 木次駅 - 備後落合駅間 65 km/h
- 運転指令所：中国総合指令所米子指令所木次派出
- IC乗車カード対応区間：なし

### 利用状況・経営状況

#### 平均通過人員
各年度の平均通過人員（人/日）は以下のとおりである。

##### 2013年度 - 2018年度
| 年度                   | 平均通過人員（人/日） | 出典   |
| 年度                   | 宍道 - 備後落合       | 出典   |
| ---------------------- | --------------------- | ------ |
| 1987年度（昭和62年度） | 663                   | [ 6 ]  |
| 2013年度（平成25年度） | 245                   | [ 6 ]  |
| 2014年度（平成26年度） | 218                   | [ 7 ]  |
| 2015年度（平成27年度） | 215                   | [ 8 ]  |
| 2016年度（平成28年度） | 204                   | [ 9 ]  |
| 2017年度（平成29年度） | 204                   | [ 10 ] |
| 2018年度（平成30年度） | 200                   | [ 11 ] |

##### 2019年度以降
| 年度                   | 平均通過人員（人/日） | 平均通過人員（人/日） | 平均通過人員（人/日） | 出典          |
| 年度                   | 全線                  | 宍道 - 出雲横田       | 出雲横田 - 備後落合   | 出典          |
| ---------------------- | --------------------- | --------------------- | --------------------- | ------------- |
| 2019年度（令和元年度） | 190                   | 277                   | 37                    | [ 12 ] [ 13 ] |
| 2020年度（令和02年度） | 133                   | 198                   | 18                    | [ 14 ]        |
| 2021年度（令和03年度） | 153                   | 220                   | 35                    | [ 15 ]        |
| 2022年度（令和04年度） | 171                   | 237                   | 54                    | [ 16 ]        |
| 2023年度（令和05年度） | 189                   | 255                   | 72                    | [ 17 ]        |

#### 収支・営業系数
各3か年平均の収支（運輸収入、営業費用、営業損益）、営業係数、収支率は以下のとおりである。▲はマイナスを意味する。
| 年度                                       | 収支（億円） | 収支（億円） | 収支（億円） | 営業 係数 （円） | 収支率 | 出典   |
| 年度                                       | 運輸 収入    | 営業 費用    | 営業 損益    | 営業 係数 （円） | 収支率 | 出典   |
| ------------------------------------------ | ------------ | ------------ | ------------ | ---------------- | ------ | ------ |
| 2017 - 2019年度（平成29 - 令和元年度）平均 | 0.6          | 7.7          | ▲7.2         | 1,323            | 7.6%   | [ 13 ] |
| 2018 - 2020年度（平成30 - 令和2年度）平均  | 0.5          | 7.4          | ▲6.9         | 1,482            | 6.7%   | [ 13 ] |
| 2019 - 2021年度（令和元 - 3年度）平均      | 0.5          | 6.9          | ▲6.5         | 1,521            | 6.6%   | [ 18 ] |
| 2020 - 2022年度（令和2 - 4年度）平均       | 0.4          | 6.6          | ▲6.2         | 1,538            | 6.5%   | [ 19 ] |
| 2021 - 2023年度（令和3 - 5年度）平均       | 0.5          | 6.9          | ▲6.4         | 1,342            | 7.5%   | [ 20 ] |

| 年度                                       | 収支（億円） | 収支（億円） | 収支（億円） | 営業 係数 （円） | 収支率 | 出典   |
| 年度                                       | 運輸 収入    | 営業 費用    | 営業 損益    | 営業 係数 （円） | 収支率 | 出典   |
| ------------------------------------------ | ------------ | ------------ | ------------ | ---------------- | ------ | ------ |
| 2017 - 2019年度（平成29 - 令和元年度）平均 | 0.04         | 2.8          | ▲2.7         | 6,596            | 1.5%   | [ 13 ] |
| 2018 - 2020年度（平成30 - 令和2年度）平均  | 0.03         | 2.6          | ▲2.6         | 8,119            | 1.2%   | [ 13 ] |
| 2019 - 2021年度（令和元 - 3年度）平均      | 0.03         | 2.5          | ▲2.5         | 7,453            | 1.3%   | [ 18 ] |
| 2020 - 2022年度（令和2 - 4年度）平均       | 0.04         | 2.4          | ▲2.4         | 5,695            | 1.8%   | [ 19 ] |
| 2021 - 2023年度（令和3 - 5年度）平均       | 0.07         | 2.3          | ▲2.2         | 3,424            | 2.9%   | [ 20 ] |

## 沿線概況
山陰本線との分岐点である宍道駅を出ると、すぐに南下を始める。南宍道駅を過ぎて、最初の峠を最大25‰の勾配と、最小半径161mの急カーブで越えると加茂中駅で、大きく東に回って出雲大東駅を経由して木次駅に至る。木次駅からは久野川の渓谷を25‰の勾配で進み、下久野駅を経由して木次線では最長の下久野トンネルを通過する。出雲三成駅からは遡上する斐伊川に沿って南下するが、亀嵩駅を経由するため一度支流の亀嵩川に沿い、出雲横田駅から閑散区間に入る。
八川駅を過ぎると勾配は30‰に達するようになり、中国山地の高所を出雲坂根駅から2段式スイッチバックで越えて中央坂根トンネルを通過すると、国道314号の「奥出雲おろちループ」を眺めることが出来る。第八坂根トンネルを通過すると下り勾配になり、JR西日本で最も高い標高727  mの位置にある三井野原駅を通過し、やがて広島県に入って西城川に沿って芸備線との分岐駅である備後落合に達する。
三井野原駅との標高差は、木次線では一番低い宍道駅で722 m、備後落合駅では274 mにもなる。

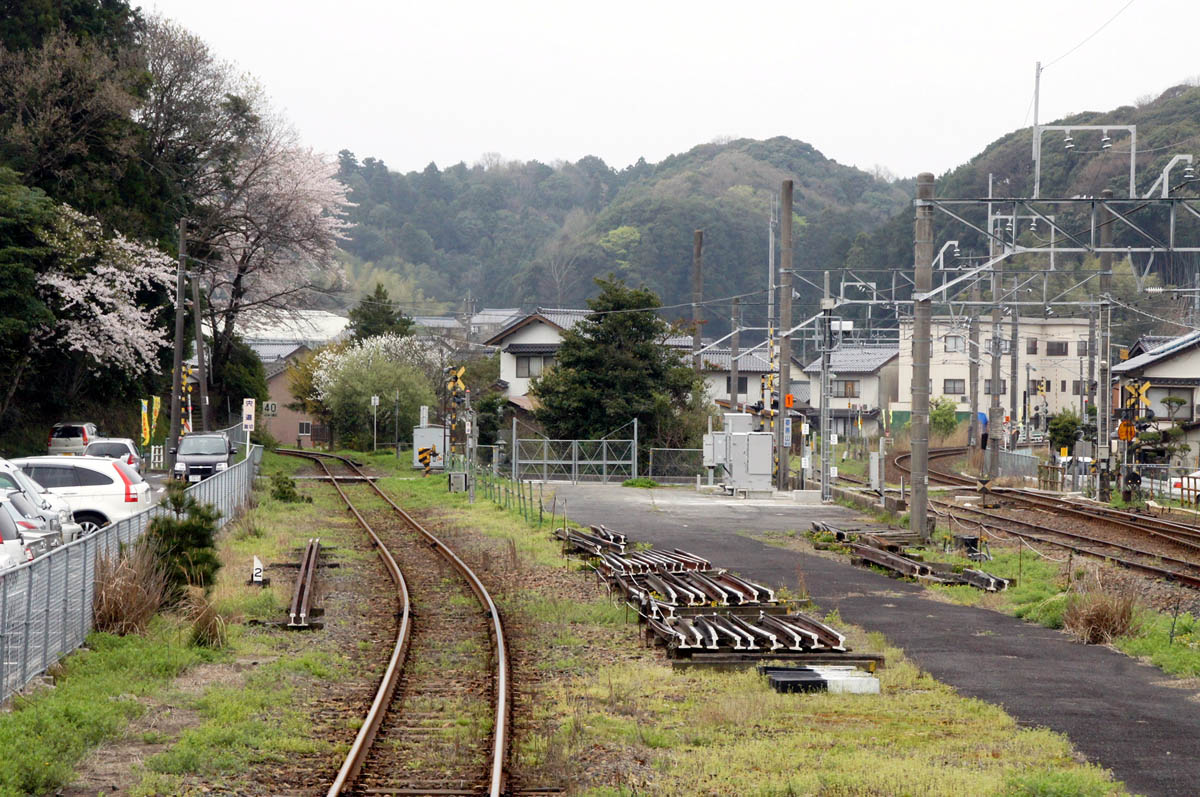
宍道駅で分岐する木次線（左）と山陰本線
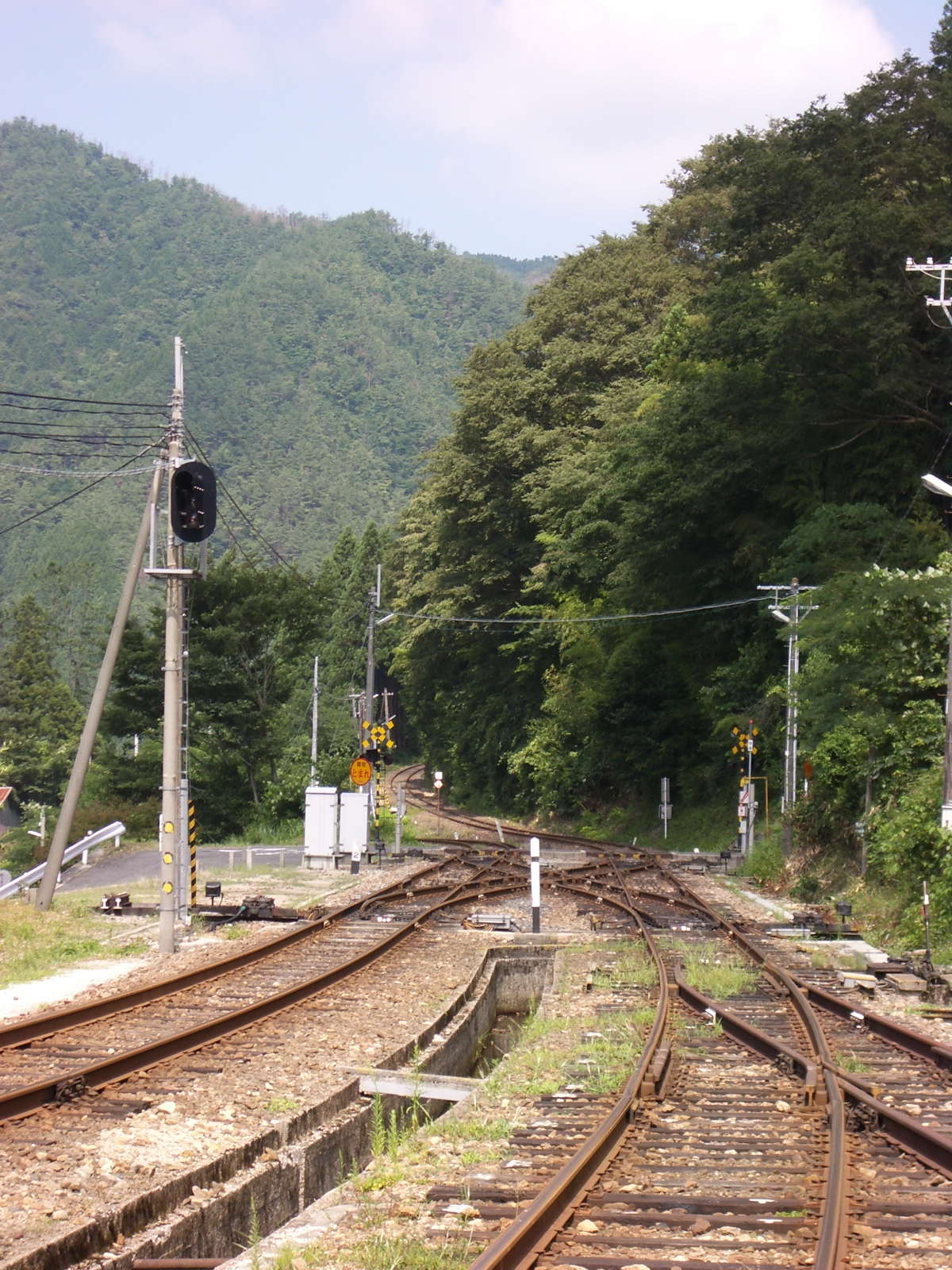
出雲坂根駅のスイッチバック（1段目・2段目）
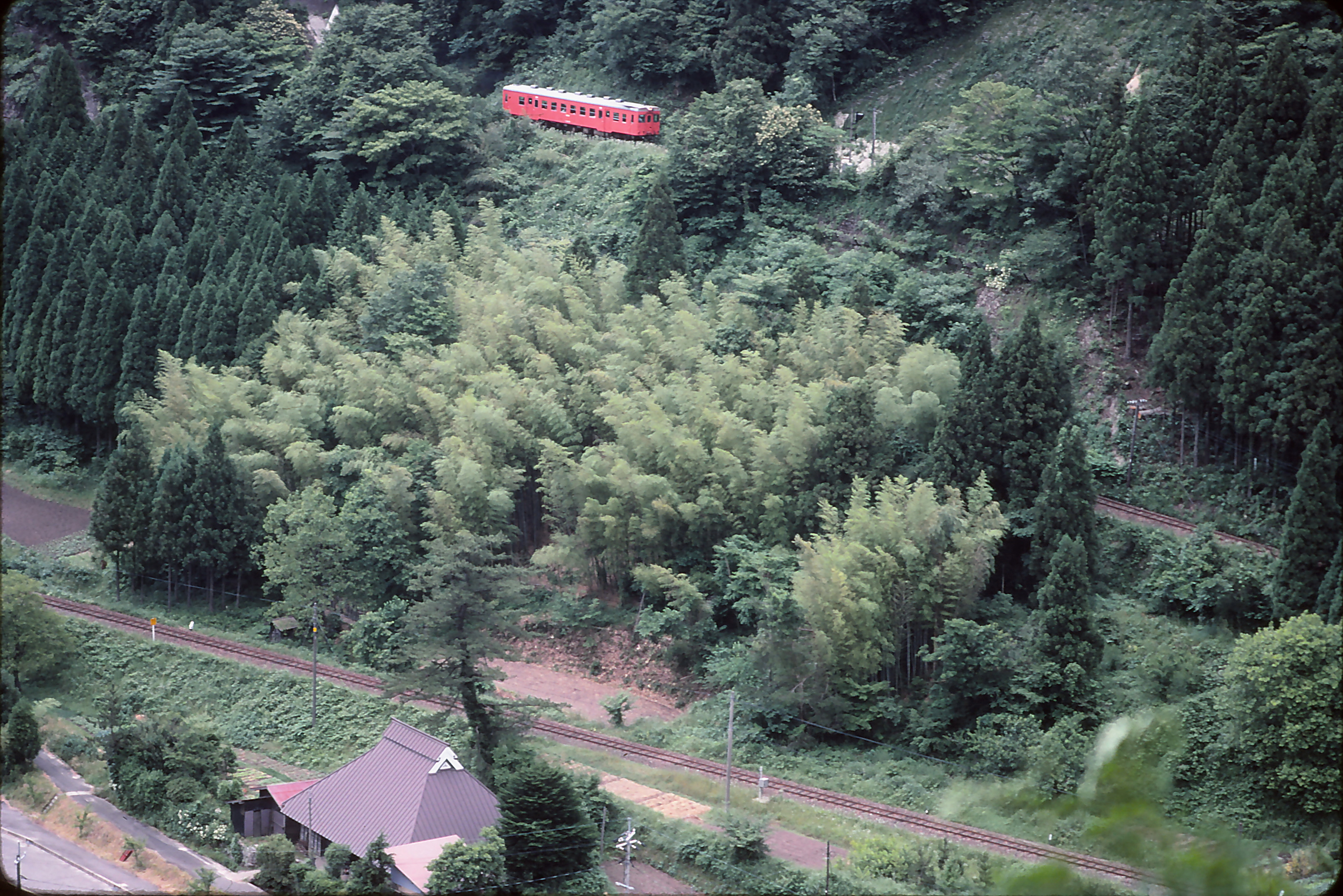
出雲坂根スイッチバック　旧国道から（1990年）
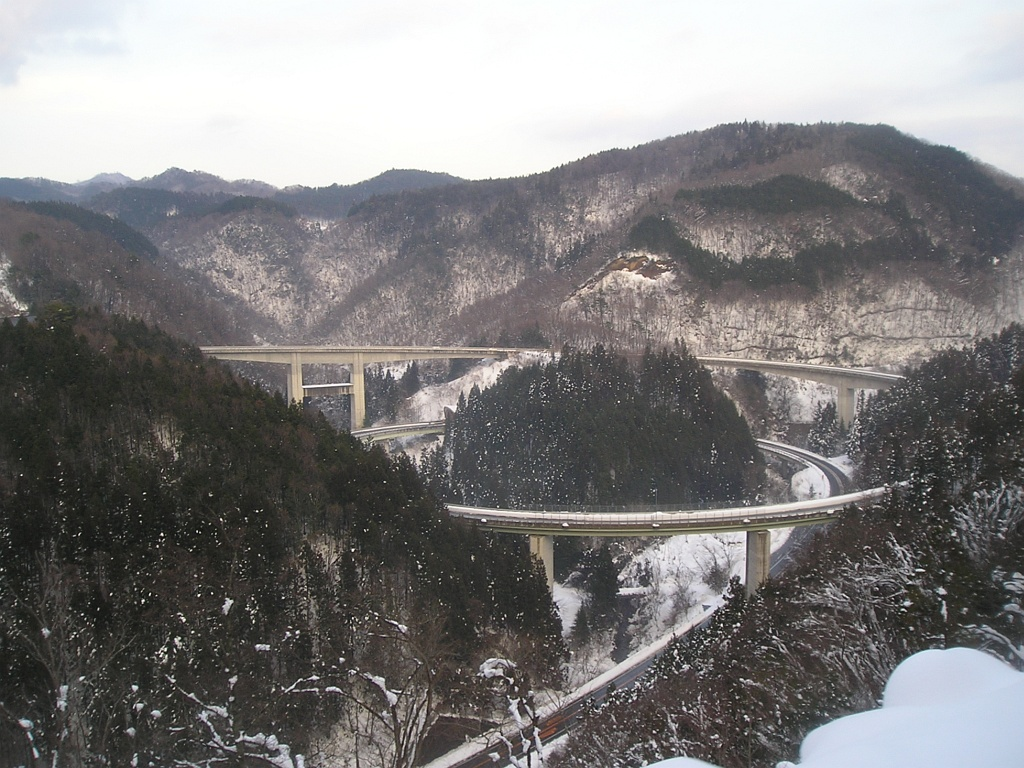
奥出雲おろちループ

## 運行形態
前述のとおり、1950年代から1980年代には急行「ちどり」「夜行ちどり」などの優等列車が運転されていたが、1990年3月10日に「ちどり」が廃止されて以降は普通列車のみの運転となっており、同年より一部の列車を除いてワンマン運転が実施されている。2024年3月16日改正で、すべての定期列車がワンマン運転となった。
2019年3月16日改正時点で、全線通しの列車のほか宍道駅 - 木次駅・出雲横田駅間などに区間運転列車があり、宍道駅 - 木次駅間は1 - 2時間に1本程度、木次駅 - 出雲横田駅間は2 - 3時間に1本程度が運行されている。全線通しの列車は2往復で、出雲横田駅 - 備後落合駅間を走行する定期列車は、全線通し列車に朝方に運行される木次駅 - 備後落合駅間の区間列車1往復を加えた1日3往復のみである。2003年11月30日までは4往復が運行され、備後落合駅で車両の夜間滞泊があった。
朝には山陰本線に直通して松江駅まで運転される列車があり（逆方向はなし）、平日のみ山陰本線内で快速列車（来待駅・玉造温泉駅通過）となる。2001年3月2日までは米子駅まで直通する列車もあった。夜の宍道発出雲横田行き最終列車は土曜のみ、朝の出雲横田発宍道行き始発列車は日曜のみ木次駅 - 出雲横田駅で区間運休する。保守工事のため、日中の列車は宍道駅 - 木次駅間は第3日曜日、木次駅 - 備後落合駅間は第2木曜日に運休し、その場合出雲横田駅 - 備後落合駅間は1日2往復しか運行されない。この運休については、かつては代行輸送もなかったが、現在は代行輸送がある旨時刻表に案内されている。
なお、木次駅や出雲横田駅などで行き違いによる長時間停車を行う列車が存在するため、所要時間は全線通しで2時間半から3時間程度かかるものもある。
木次線は中国地方きっての山岳路線であり、豪雨・豪雪による運休も多い。記録的な大雪を記録した2005年度（平成18年豪雪）には、出雲横田駅 - 備後落合駅間が2005年12月22日から2006年3月29日まで積雪を理由に運休し、2006年7月20日から同年7月27日にも豪雨による災害のため同区間が運休している。さらに、2012年以降はほぼ毎年冬期に出雲横田駅 - 備後落合駅間で雪のための長期運休が発生している（年表参照）。これはこの区間は急峻な地形に加えて積雪量が多いため、除雪によって雪崩を誘発する危険がある（特に出雲坂根駅付近では駅舎の真上に線路があるので雪崩が発生すると駅周辺を押し潰すことになる）ことと、最大の難所であった出雲坂根駅 - 三井野原駅間で並行する国道314号が整備されたためで、大雨・大雪の際にはタクシーによる代行運行が頻繁に行われている。これにより木次線の存続要因であった「沿線道路が未整備」という理由は解消されている。ただし、同じく島根県・広島県境の超閑散路線であった三江線（2018年4月1日廃線）と異なり、廃線の提案はこれまでのところ浮上していない。ただ、2022年4月11日にJR西日本はローカル線の線区別収支を公表し、路線の活性化策などを関係自治体と協議したい考えで、廃線も視野に議論が進む可能性があると報じられている。

### 奥出雲おろち号
1998年4月25日から木次線の利用促進を目的として、行楽シーズンにトロッコ列車「奥出雲おろち号」が運転されていた。
2009年度から出雲の國・斐伊川サミットが運行経費などを負担しており、2010年度の乗車数は16,712人（乗車率72.1%）で、島根県外からの観光客が利用する人気列車として島根県を代表する観光資源となっていた。
なお「奥出雲おろち号」が運転されていない日には、木次駅 - 出雲横田駅間で臨時列車が1往復運転されていた。
車両の老朽化に伴い、2023年11月23日をもって運行を終了した。

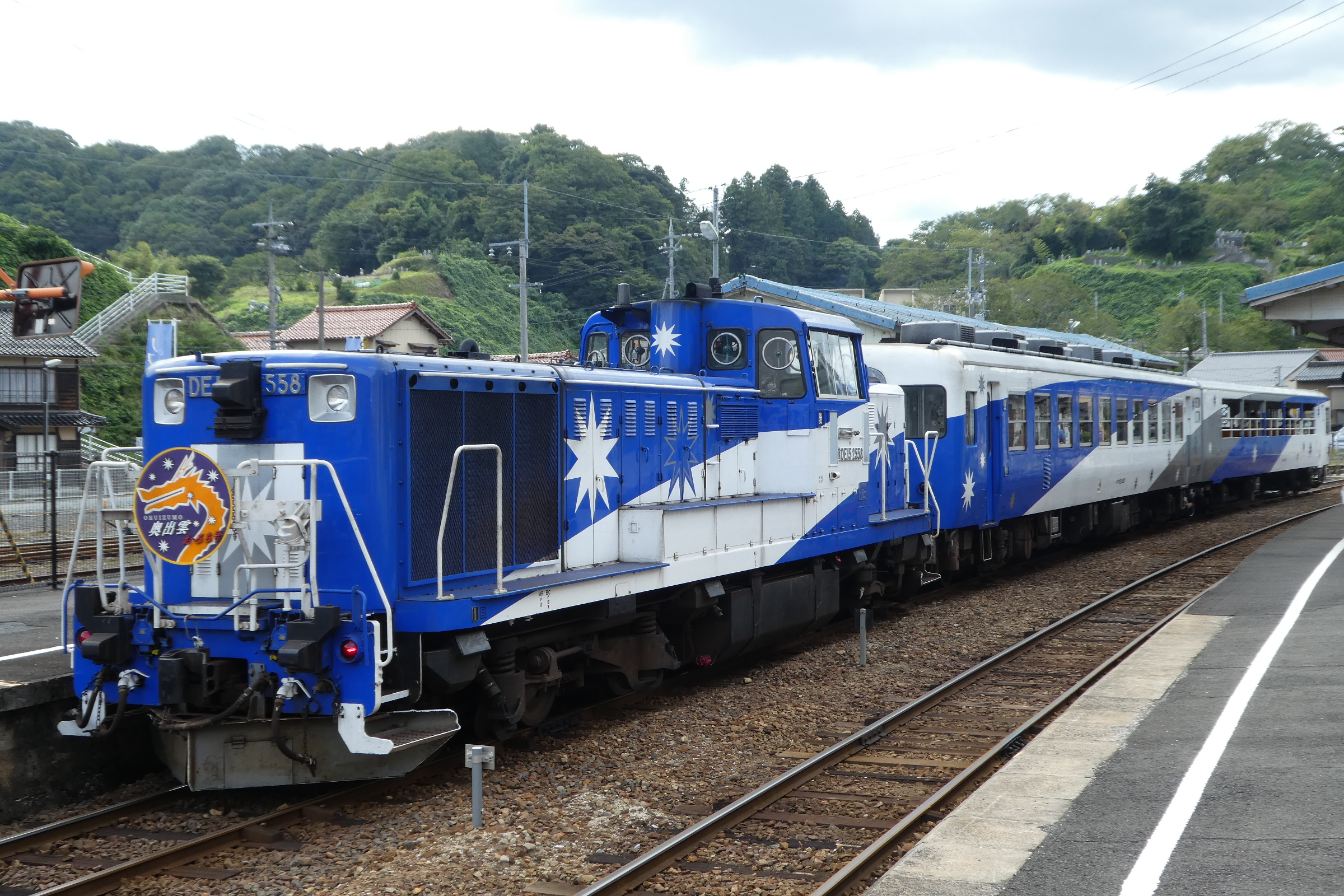
木次線のトロッコ列車「奥出雲おろち号」
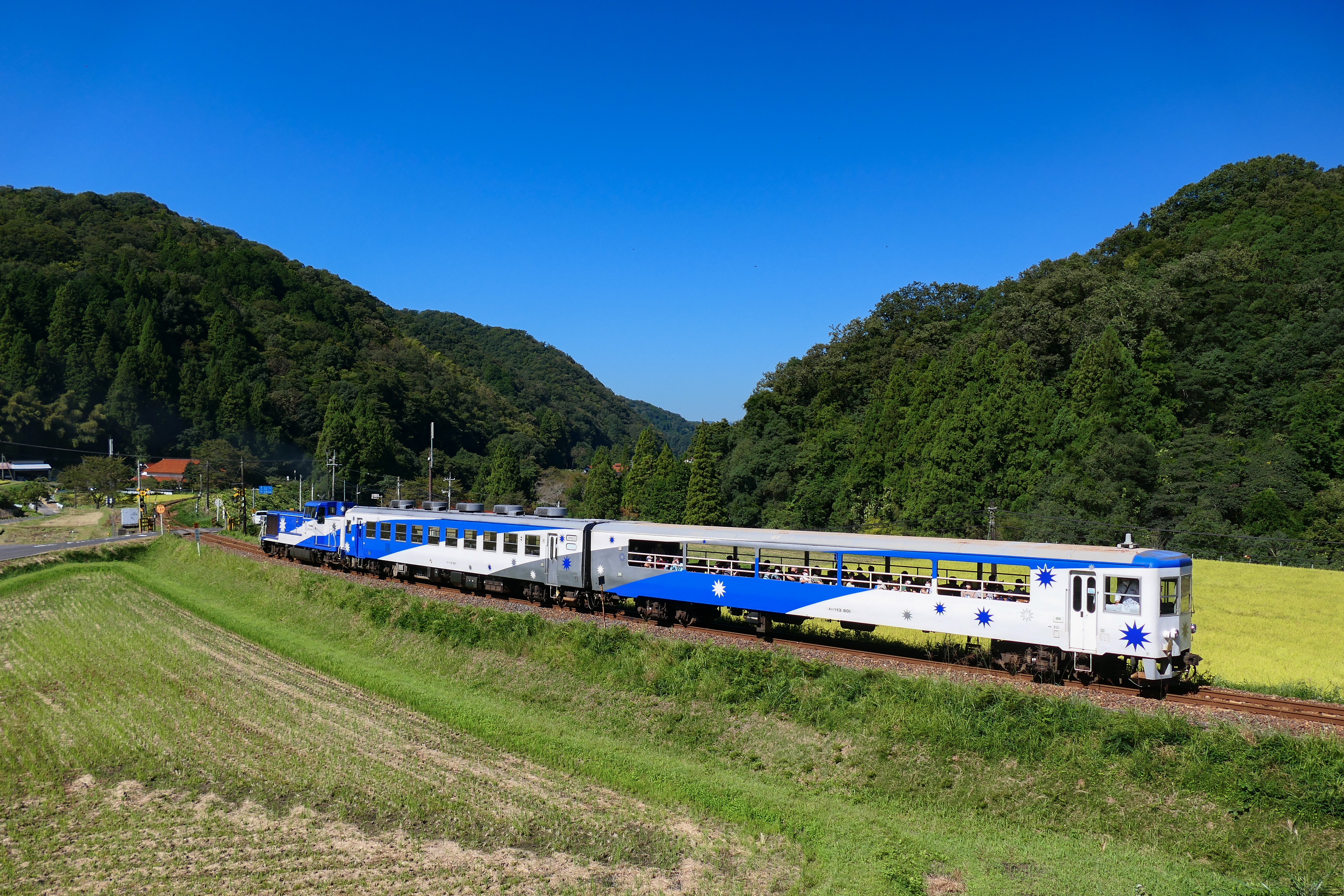
日登駅 - 下久野駅間を走行する「奥出雲おろち号」

### あめつち
2024年4月7日から奥出雲おろち号の後継として運行されている観光列車。
車両性能の関係から出雲横田駅 - 備後落合駅間には乗り入れない。

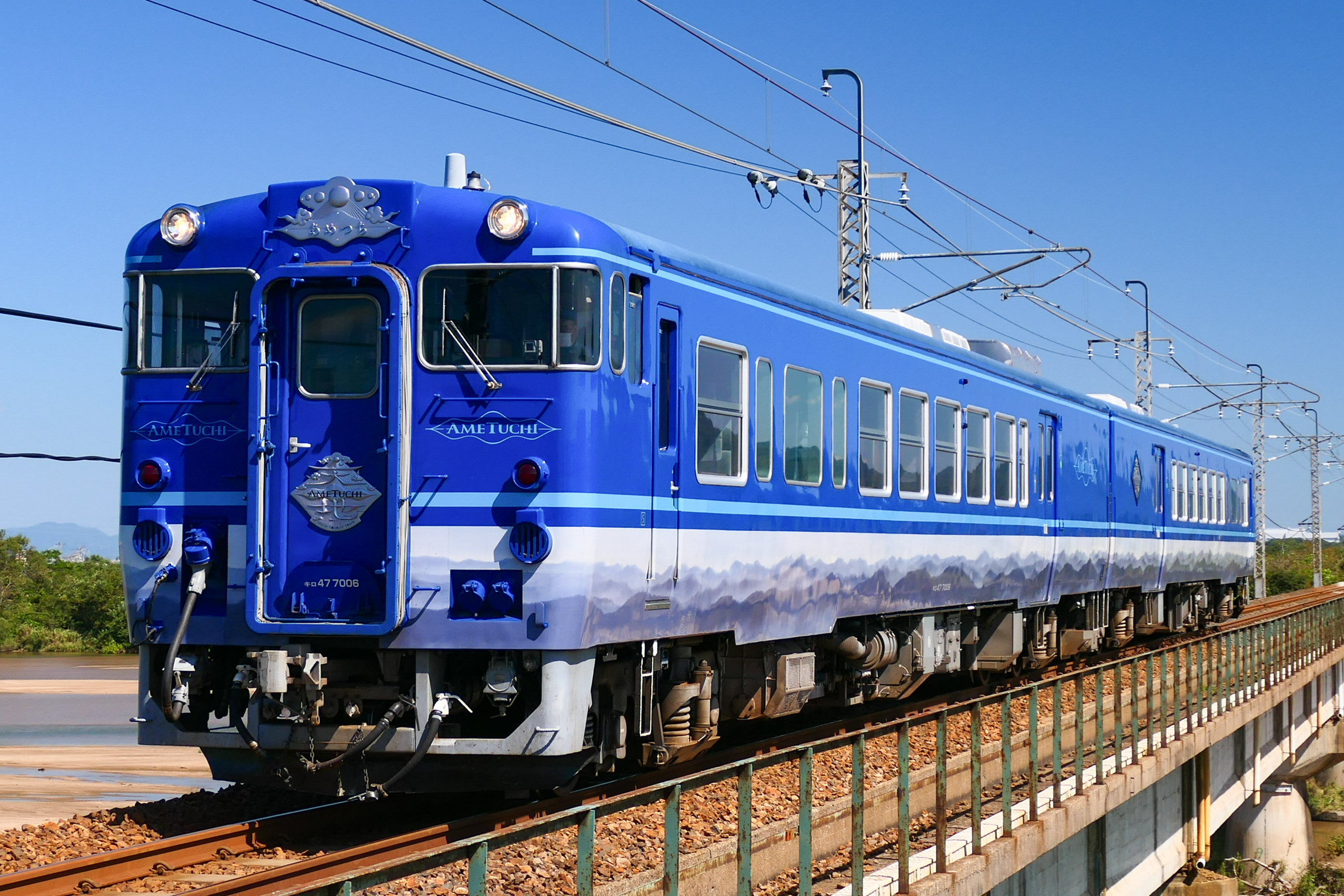
2024年4月7日から運行されている観光列車「あめつち」

## 使用車両
定期列車は、1993年4月24日から後藤総合車両所出雲支所に所属するキハ120形気動車で運転されている。普通鋼製車体の200番台が3両、ステンレス製車体の0番台が5両の計8両が使用されている。かつてこの8両は木次鉄道部に所属していたが、2021年の3月と4月に出雲支所に転属した。
木次線の魅力向上のため、「次へつなごう、木次線。RAIL is BATON」というブランディングキャッチコピーを2022年10月に決定するとともに、木次線の沿線風景や歴史をテーマとしたラッピング車両が4両それぞれ異なるデザインで2023年1月13日より同線で運行を開始した。各ラッピングには愛称が一般公募により設けられ、車両番号1から4の順に「たたら」「たなだ」「さくら」「しんわ」となった。

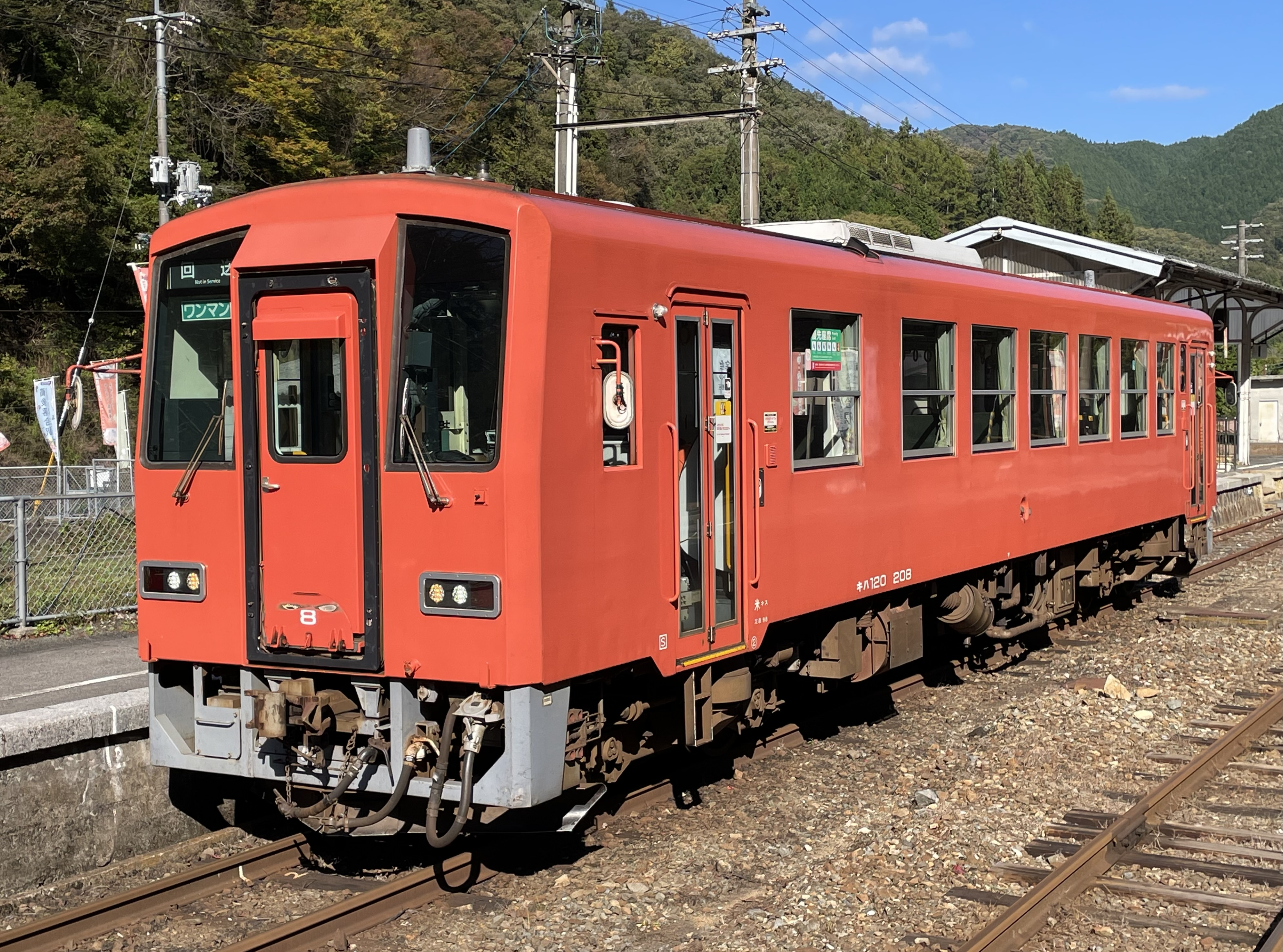
キハ120形気動車
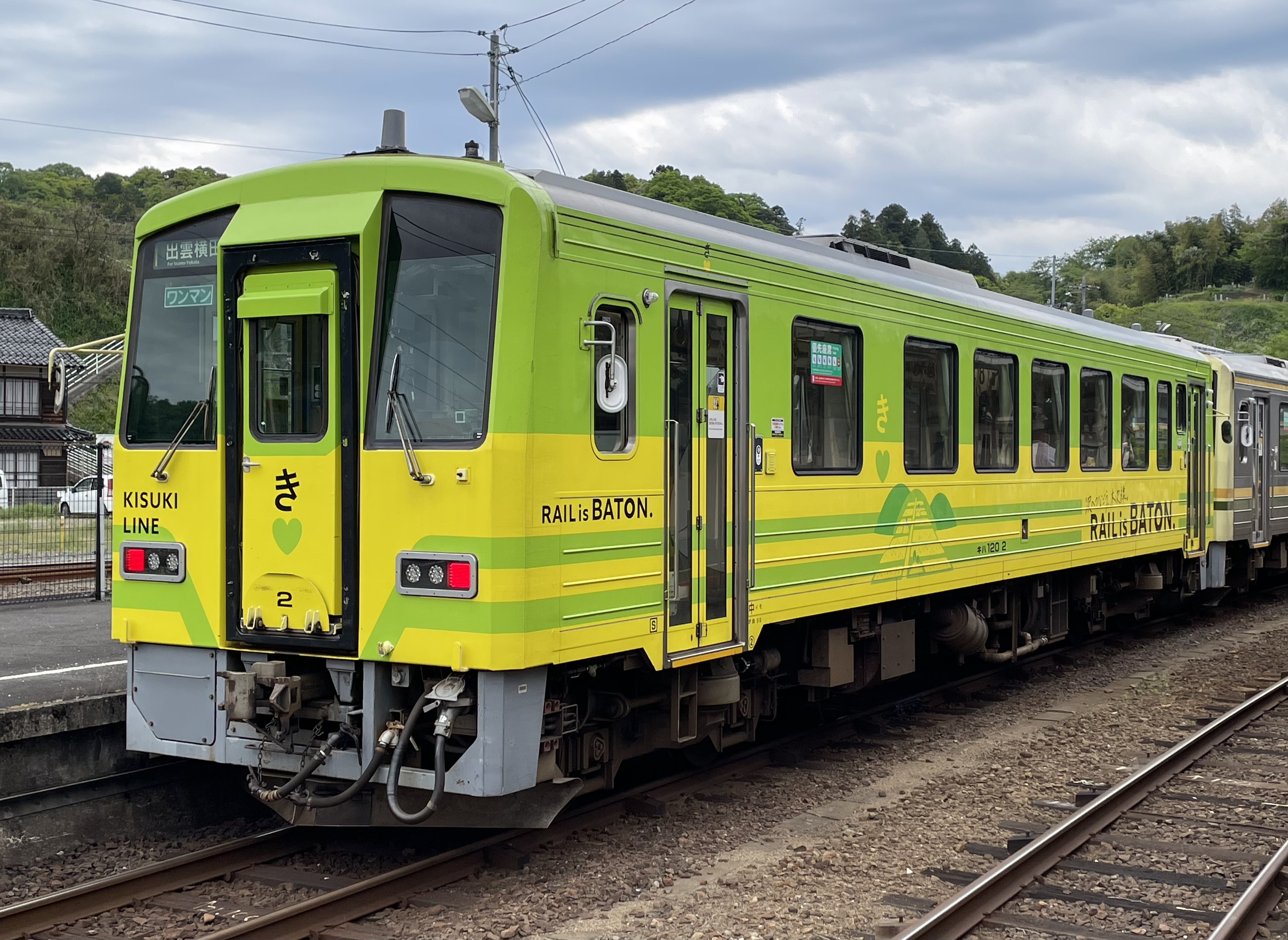
ラッピング車両「たなだ」
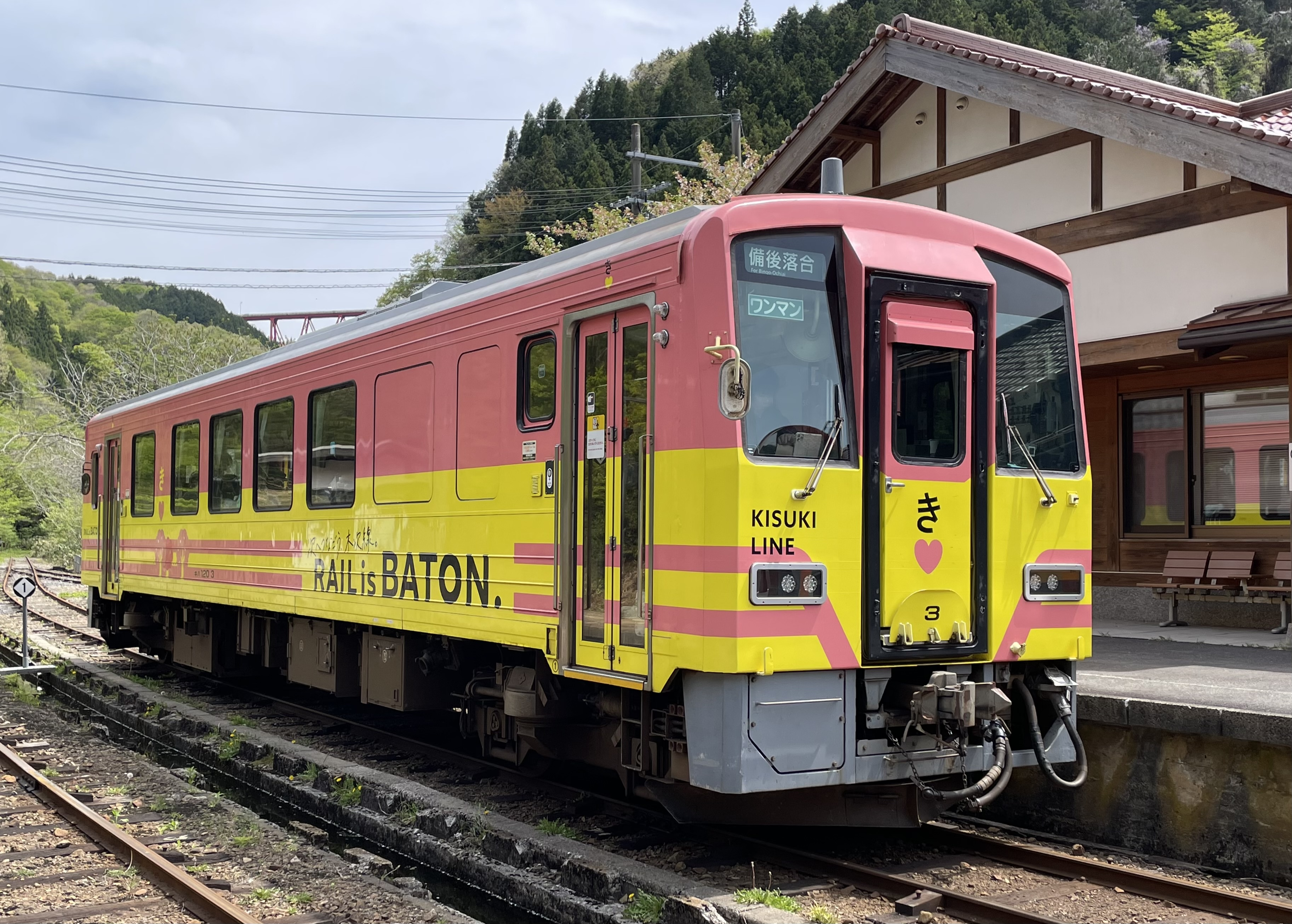
ラッピング車両「さくら」
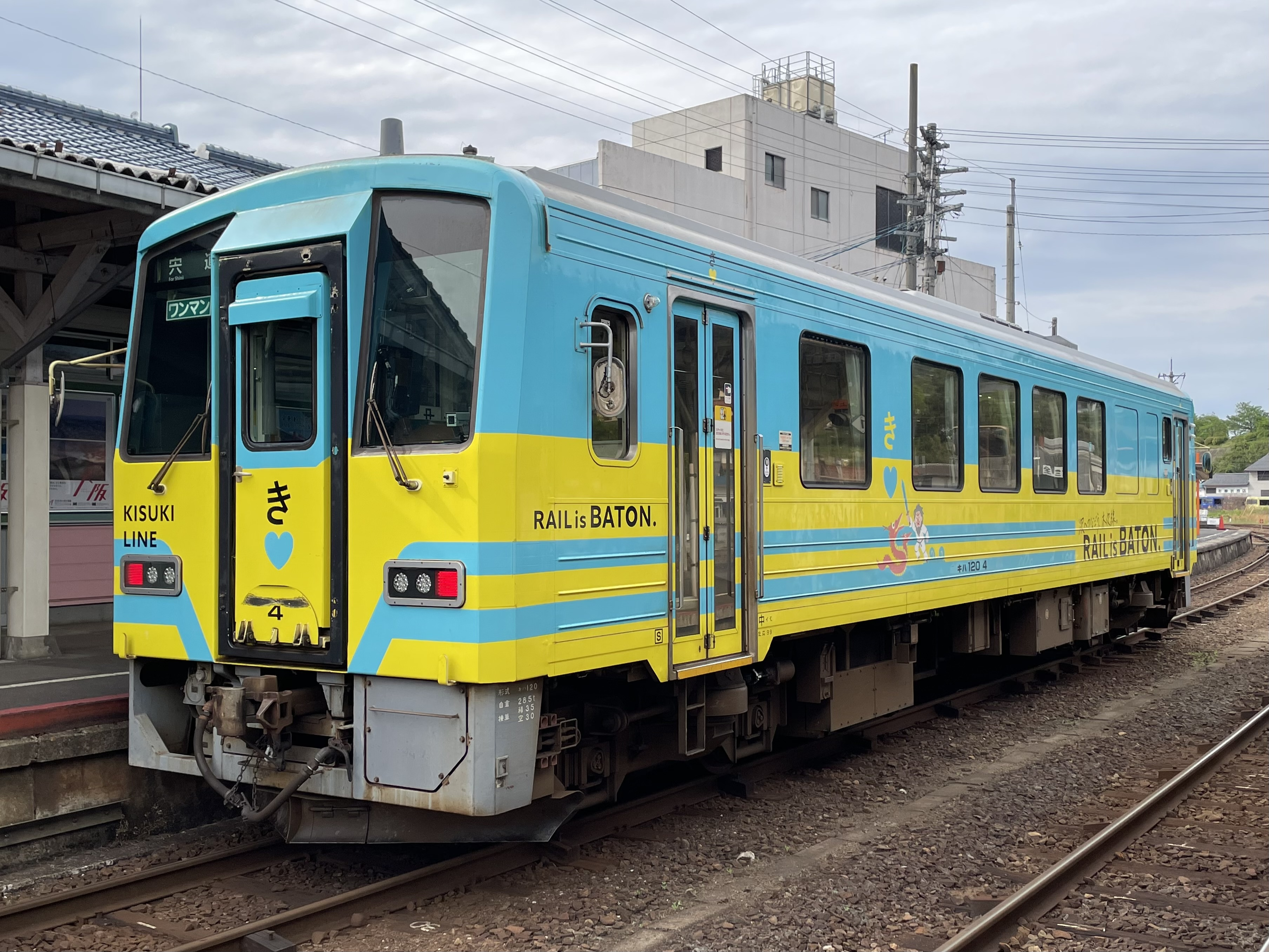
ラッピング車両「しんわ」

### 過去の使用車両
米子機関庫木次分庫（後の木次機関区）が1934年8月に開設され簸上鉄道時代の車両を承継したが、1935年3月31日現在で230形、1260形、3040形の3形式の蒸気機関車が配置されていた。米子機関庫出雲三成分庫にはC12形が配置されていたが旧簸上鉄道線宍道 - 木次間は線路が脆弱で入線できず、C12形は木次 - 八川間の運転で、木材輸送の貨物列車は木次で機関車を付け替えていたという。やがて1937年に備後落合まで開通し芸備線と接続するようになると木次機関区にC56形が配置され（最大13両配置）全線で客貨を牽引することになった。同機牽引による3両編成の夜行快速列車「夜行ちどり」の運転も行われた。やがて1969年4月1日に旅客列車は全部ディーゼルカーとなり貨物列車も1971年6月に蒸気機関車牽引が廃止された。また1957年よりC11形も配置されていた。

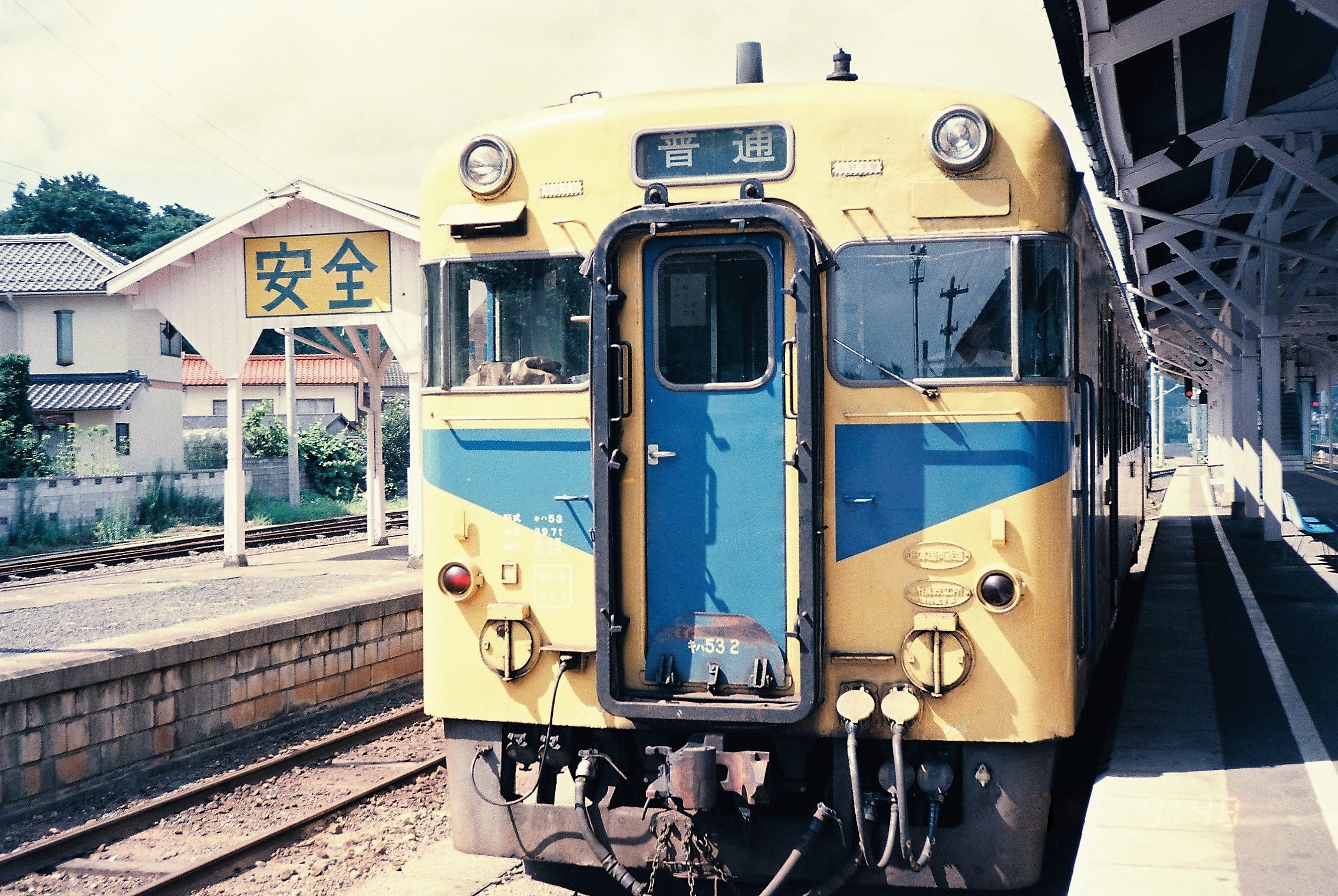
キハ53形気動車（宍道駅　1988年7月31日）

ディーゼルカーは1959年にキハ02形気動車が配置され、続いてキハ07形気動車も配置された。キハ02形は1965年6月30日で姿を消したが、キハ07形は国鉄では最後となる1970年まで見られた。やがて勾配向け2基エンジンの強力車であるキハ52形気動車やキハ53形気動車が主力となり、キハ40形気動車も使用されていた。急行列車にはキハ58系気動車が使用された。

#### 簸上鉄道時代の車両
簸上鉄道時代は以下の車両が使用された。鉄道省に引き継がれた車両は蒸気機関車5両、客車10両、貨車138両である。
蒸気機関車
- 1・2 - 1915年に鉄道院より払下げられた120形（121, 123）。2は国有化以前の1926年に加悦鉄道に譲渡された。1の国有化後は120形（121）に復帰。
- 2（2代目） - 1933年に日本車輌製造で新製した。国有化後は3040形（2代）（3040）。
- 3 - 1916年に鉄道院より払下げられた5形（5）。国有化前に廃車された。
- 4 - 1919年に鉄道院より払下げられた1040形（1045）。国有化後は1040形（1045）に復帰。
- 5・6 - 1923年に日本車輌製造で新製した。国有化後は1260形（1260, 1261）。

客車はすべて木製ボギー客車
- ホロハ1・ホロハ2 - 1916年に日本車輌製造で新製した。国有化されコロハ1620、コロハ1621となり1937年に出石鉄道に払下げる。
- ホロハ3 - 1924年に日本車輌製造で新製した。国有化されコロハ1622となり1937年に出石鉄道に払下げる。
- ホハ5 - 1916年に日本車輌製造で新製した。国有化されコハ2471となり1937年に温泉電軌に払下げる。
- ホハ6 - 1918年に日本車輌製造で新製した。国有化されコハ2472となり1937年に温泉電軌に払下げる。
- ホハ4、ホハ7 - ホハ10 - 日本車輌製造で新製した。国有化された後、コハ2470、コハ2473 - コハ2476となり金名鉄道へ2両、金石電気鉄道へ3両払下げ。

貨車
- ワ7 - ワ39 - 10トン積み有蓋車。国有化されワ1形（ワ9317 - ワ9349）となる。
- ワブ107 - ワブ110 - 10トン積み有蓋緩急車。国有化されワフ7700形（ワフ7700 - ワフ7703）となる。
- ワフ111 - ワフ114 - 10トン積み有蓋緩急車。国有化されワフ7700形（ワフ7704 - ワフ7707）となる。
- カ401 - カ404 - 10トン積み家畜車。国有化されカ1形（カ240 - カ243）となる。
- ト220 - ト306 - 10トン積み無蓋車。国有化されト1形（ト4767 - ト4853）となる。
- リ303 - リ308 - 10トン積み土運車。国有化されリ1800形（リ1800 - リ1805）となる。

| 年度      | 機関車 | 客車 | 貨車 | 貨車 |
| 年度      | 機関車 | 客車 | 有蓋 | 無蓋 |
| --------- | ------ | ---- | ---- | ---- |
| 1916-1917 | 3      | 5    | 12   | 21   |
| 1918      | 3      | 6    | 12   | 21   |
| 1919      | 4      | 6    | 15   | 28   |
| 1920      | 4      | 6    | 20   | 36   |
| 1921      | 4      | 6    | 35   | 56   |
| 1922      | 4      | 6    | 42   | 61   |
| 1923      | 5      | 6    | 45   | 53   |
| 1924-1925 | 5      | 10   | 45   | 53   |
| 1926-1927 | 4      | 10   | 45   | 53   |
| 1928-1932 | 4      | 10   | 45   | 93   |
| 1933      | 5      | 10   | 45   | 93   |

- 鉄道院鉄道統計資料、鉄道省鉄道統計資料、鉄道統計資料各年度版

## 高速化の提案
2006年、広島の経済界を中心に、木次線と芸備線の高速化と、広島方面への直通列車の運行が提言された。ただし、木次線スイッチバックの解消方法などの具体的な方策や、山陰本線や津山線など近隣各線での高速化工事の先例において必須であった地元の資金負担については、言及されていない。島根県は、高速化には大規模な設備の改良が必要で費用も莫大となり、利用客が減少している状況では困難としている。

## 歴史

### 簸上鉄道
1914年1月鉄道免許状が下付された簸上軽便鉄道は八束郡宍道村 - 大原郡木次町間と支線大原郡幡屋村 - 同郡大東村間の軽便鉄道を計画していた。同年5月に簸上鉄道に社名を変更。1915年2月には路線を八束郡宍道村-大原郡木次町間のみにすることに変更した。
1916年10月に宍道駅 - 木次駅間が開通した。営業状態は当初政府の補助を受けていたが、成績は良好であった。1927年になると、国鉄木次-落合間の建設工事の資材運搬に使用され貨物収入を増やした。
- 1914年（大正3年）1月31日：簸上軽便鉄道に対し鉄道免許状下付（八束郡宍道村 - 大原郡木次町、大原郡幡屋村 - 同郡大東村間）[45]。
- 1916年（大正5年）10月11日：簸上鉄道（ひかみてつどう）宍道駅 - 木次駅間（13.1 M≒21.08 km）が開業。加茂中駅・大東町駅（現・出雲大東駅）・木次駅が開業[46]。
- 1918年（大正7年）2月11日：幡屋停留場が開業[47]。
- 1921年（大正10年）3月29日：幡屋停留場が駅に変更され、幡屋駅が開業。
- 1930年（昭和5年）4月1日：営業距離の単位をマイルからメートルに変更（13.1 M→21.1 km）。

| 年度 | 輸送人員（人） | 貨物量（トン） | 営業収入（円） | 営業費（円） | 営業益金（円） | その他益金（円） | その他損金（円） | 支払利子（円） | 政府補助金（円） |
| ---- | -------------- | -------------- | -------------- | ------------ | -------------- | ---------------- | ---------------- | -------------- | ---------------- |
| 1916 | 81,573         | 5,807          | 22,003         | 17,186       | 4,817          | 検査改算増額78   |                  | 14,082         | 12,614           |
| 1917 | 177,855        | 23,726         | 65,222         | 38,208       | 27,014         | 寄付金800        |                  | 21,112         | 16,235           |
| 1918 | 224,757        | 35,326         | 104,920        | 51,222       | 53,698         |                  |                  | 10,469         |                  |
| 1919 | 246,797        | 34,562         | 128,788        | 73,664       | 55,124         |                  |                  | 7,118          |                  |
| 1920 | 240,220        | 40,947         | 164,666        | 98,783       | 65,883         | 積立金編入306    |                  | 13,710         |                  |
| 1921 | 240,785        | 43,161         | 182,097        | 99,469       | 82,628         |                  |                  |                |                  |
| 1922 | 243,470        | 42,413         | 187,041        | 96,086       | 90,955         |                  |                  |                |                  |
| 1923 | 255,074        | 42,145         | 191,764        | 89,773       | 101,991        |                  |                  | 17,170         |                  |
| 1924 | 249,188        | 41,794         | 198,008        | 91,065       | 106,943        |                  |                  | 16,139         |                  |
| 1925 | 246,382        | 43,523         | 203,616        | 93,777       | 109,839        |                  |                  | 15,837         |                  |
| 1926 | 251,415        | 42,825         | 206,502        | 103,056      | 103,446        |                  | 償却金2,404      | 15,826         |                  |
| 1927 | 248,304        | 48,035         | 209,011        | 103,360      | 105,651        |                  |                  | 15,962         |                  |
| 1928 | 253,387        | 52,212         | 214,100        | 100,614      | 113,486        |                  |                  | 15,831         |                  |
| 1929 | 264,843        | 49,109         | 201,711        | 100,897      | 100,814        |                  |                  | 19,824         |                  |
| 1930 | 239,321        | 44,101         | 172,167        | 89,243       | 82,924         |                  |                  | 21,039         |                  |
| 1931 | 215,031        | 45,519         | 161,939        | 83,625       | 78,314         |                  |                  | 19,519         |                  |
| 1932 | 216,986        | 41,017         | 143,593        | 77,417       | 66,176         |                  |                  | 21,311         |                  |
| 1933 | 263,767        | 53,609         | 175,572        | 91,551       | 84,021         |                  |                  | 21,195         |                  |
| 1934 | 101,346        | 21,981         | 60,128         | 59,231       | 897            |                  |                  | 7,561          |                  |

- 鉄道院鉄道統計資料、鉄道省鉄道統計資料、鉄道統計資料各年度版

### 木次線開業及び簸上鉄道国有化後
1927年（昭和2年）12月より国有鉄道木次線の工事が開始された。三成までの工事を3区間に分けて工事が行われた。1928年（昭和3年）6月14日より下久野トンネルの工事が開始された。2年2か月後の1930年（昭和5年）8月にトンネルが貫通し、翌年の1931年（昭和6年）4月19日に竣工した。トンネルには117万9788円もの費用を要した。
- 1932年（昭和7年）12月18日：国有鉄道木次線 木次駅 - 出雲三成駅間 (20.4 km) が開業。日登駅・下久野駅・出雲八代駅・出雲三成駅が開業。
- 1934年（昭和9年）
  - 8月1日：簸上鉄道が国有化され、宍道駅 - 出雲三成駅間が木次線となる[49]。大東町駅が出雲大東駅に改称。
  - 11月20日：出雲三成駅 - 八川駅間 (14.8 km) が延伸開業。亀嵩駅・出雲横田駅・八川駅が開業。
- 1937年（昭和12年）12月12日：八川駅 - 備後落合駅間 (25.6 km) が延伸開業し全通。出雲坂根駅・油木駅が開業。
- 1949年（昭和24年）12月24日：三井野原仮乗降場が開業。
- 1958年（昭和33年）9月1日：三井野原仮乗降場が駅に変更され、三井野原駅が開業。
- 1959年（昭和34年）11月：木次線管理所設置。
- 1962年（昭和37年）1月1日：南宍道駅が開業。
- 1963年（昭和38年）
  - 2月1日：加茂中駅、幡屋駅、下久野駅、出雲八代駅、亀嵩駅、出雲坂根駅において、大口貨物の取扱が廃止。
  - 10月1日：南大東駅が開業。
- 1969年（昭和44年）4月25日：蒸気機関車による運転が廃止され、無煙化[50]。
- 1971年（昭和46年）：貨物の取扱量が1965年と比較して5年間で半減。沿線で生産されていた木炭の需要がエネルギー革命で消滅、木材の運搬も減少したことによる[51]。そのため、加茂中駅、木次駅、出雲三成駅、出雲横田駅を除くすべての駅で荷物・貨物の取り扱いが廃止される。
- 1982年（昭和57年）11月7日：全線の貨物営業が廃止。
- 1983年（昭和58年）3月2日：出雲坂根駅 - 三井野原駅間で木次発備後落合行の単行列車が脱線し崖下に転落。6人負傷。キハ53-6が廃車。
- 1985年（昭和60年）3月14日：全駅で荷物の取扱が廃止。

### 民営化後
- 1987年（昭和62年）4月1日：国鉄分割民営化により西日本旅客鉄道が承継。
- 1990年（平成2年）
  - 3月10日：急行「ちどり」の運転区間が備後落合駅 - 広島駅間に短縮され、木次線から優等列車がなくなる[52]。
  - 6月1日：宍道駅（構内を除く）- 備後落合駅（構内を除く）間が米子支社から木次鉄道部の直轄になる[53]。ワンマン運転開始[54][55]。
- 1993年（平成5年）4月24日：使用車両がキハ120形気動車に統一[56]。最高速度が従来より10 km/h向上したことによりダイヤ改正を実施し、宍道駅 - 出雲横田駅間で最大17分短縮した[57]。
- 1998年（平成10年）4月25日：トロッコ列車「奥出雲おろち号」が運転開始[58]。
- 2001年（平成13年）
  - 3月3日：保守工事運休が導入。
  - 7月7日：全線に列車集中制御装置 (CTC) が導入。
- 2005年（平成17年）12月22日 - 2006年（平成18年）3月29日：大雪のため出雲横田駅 - 備後落合駅間が運休。
- 2007年（平成19年）4月：木次駅 - 三井野原駅間の各駅の駅名に古事記や日本書紀にちなむ愛称が付与される[59][60]。
- 2012年（平成24年）1月4日 - 3月29日：大雪のため出雲横田駅 - 備後落合駅間が運休し、タクシーによる代行輸送が実施される[61][62]。
- 2013年（平成25年）12月28日 - 2014年（平成26年）3月22日：大雪のため出雲横田駅 - 備後落合駅間が運休[63]。
- 2015年（平成27年）2月10日 - 3月27日：大雪のため出雲横田駅 - 備後落合駅間が運休[64]。
- 2016年（平成28年）1月23日 - 2月20日：大雪のため出雲横田駅 - 備後落合駅間が運休[65]。
- 2017年（平成29年）1月23日 - 3月8日：大雪のため出雲横田駅 - 備後落合駅間が運休[66]。
- 2018年（平成30年）
  - 1月11日 - 3月15日 : 大雪のため出雲横田駅 - 備後落合駅間が運休[67]。
  - 7月5日：平成30年7月豪雨の影響により、木次駅 - 備後落合駅間が運休[68]。
  - 7月6日：宍道駅 - 木次駅間も運休[68]。
  - 7月7日：宍道駅 - 木次駅間が運転再開[69][70]。
  - 7月10日：木次駅 - 出雲横田駅間が運転再開[71][72]。
  - 8月8日：全線で運転再開[73]。
- 2020年（令和2年）12月20日 - 2021年（令和3年）2月15日：大雪のため出雲横田駅 - 備後落合駅間が運休。
- 2021年（令和3年）
  - 3月：木次鉄道部に所属するキハ120形気動車の全8両が出雲支所に転出。
  - 12月25日 - 2022年（令和4年）1月9日: 大雪のため出雲横田駅 - 備後落合駅間が運休[74]。1月10日に運転再開したが[75]、12日に出雲坂根駅 - 三井野原駅間で列車が雪で立ち往生し、13日から再度出雲横田駅 - 備後落合駅間で運休[76]。運転再開は同年3月26日となった[77]。
- 2022年（令和4年）12月18日 - 2023年（令和5年）3月9日 : 大雪のため出雲横田駅 - 備後落合駅間が運休[78]。
- 2023年（令和5年）11月23日：トロッコ列車「奥出雲おろち号」が運転終了[28][29][31]。
- 2024年（令和6年）
  - 3月16日：普通列車が終日ワンマン運転となる[79]。
  - 4月7日：観光列車「あめつち」が運転開始[33]。
- 2025年
  - 1月9日 - 4月4日: 大雪のため出雲横田駅 - 備後落合駅間が運休[80][81]。代行輸送は1月17日から実施[82]。

## 駅一覧
- 定期列車は全列車普通列車。
- 臨時快速「あめつち」の停車駅は、列車記事を参照のこと。
- 線路（全線単線） … ◇・◆：列車交換可能（◆はスイッチバック駅）、｜：列車交換不可

| 駅名       | 愛称                                   | 営業キロ | 営業キロ | 接続路線                  | 線路 | 所在地        | 所在地          |
| 駅名       | 愛称                                   | 駅間     | 累計     | 接続路線                  | 線路 | 所在地        | 所在地          |
| ---------- | -------------------------------------- | -------- | -------- | ------------------------- | ---- | ------------- | --------------- |
| 宍道駅     |                                        | -        | 0.0      | 西日本旅客鉄道： 山陰本線 | ｜   | 島根県        | 松江市          |
| 南宍道駅   |                                        | 3.6      | 3.6      |                           | ｜   | 島根県        | 松江市          |
| 加茂中駅   | 事代主命（ことしろぬしのみこと）       | 5.1      | 8.7      |                           | ◇    | 島根県        | 雲南市          |
| 幡屋駅     | 大原郡家（おおはらぐうけ）             | 3.1      | 11.8     |                           | ｜   | 島根県        | 雲南市          |
| 出雲大東駅 | 神阿多津姫命（かむあたつひめのみこと） | 2.1      | 13.9     |                           | ｜   | 島根県        | 雲南市          |
| 南大東駅   | 佐世の髪飾り（させのかみかざり）       | 3.6      | 17.5     |                           | ｜   | 島根県        | 雲南市          |
| 木次駅     | 八岐大蛇（やまたのおろち）             | 3.6      | 21.1     |                           | ◇    | 島根県        | 雲南市          |
| 日登駅     | 素戔嗚尊（すさのおのみこと）           | 3.7      | 24.8     |                           | ｜   | 島根県        | 雲南市          |
| 下久野駅   | 動動（あよあよ）                       | 6.7      | 31.5     |                           | ｜   | 島根県        | 雲南市          |
| 出雲八代駅 | 手摩乳（てなづち）                     | 5.9      | 37.4     |                           | ｜   | 島根県        | 仁多郡 奥出雲町 |
| 出雲三成駅 | 大国主命（おおくにぬしのみこと）       | 4.1      | 41.5     |                           | ◇    | 島根県        | 仁多郡 奥出雲町 |
| 亀嵩駅     | 少彦名命（すくなひこなのみこと）       | 4.4      | 45.9     |                           | ｜   | 島根県        | 仁多郡 奥出雲町 |
| 出雲横田駅 | 奇稲田姫（くしいなだひめ）             | 6.4      | 52.3     |                           | ◇    | 島根県        | 仁多郡 奥出雲町 |
| 八川駅     | 脚摩乳（あしなづち）                   | 4.0      | 56.3     |                           | ｜   | 島根県        | 仁多郡 奥出雲町 |
| 出雲坂根駅 | 天真名井（あめのまない）               | 7.0      | 63.3     |                           | ◆    | 島根県        | 仁多郡 奥出雲町 |
| 三井野原駅 | 高天原（たかまがはら）                 | 6.4      | 69.7     |                           | ｜   | 島根県        | 仁多郡 奥出雲町 |
| 油木駅     |                                        | 5.6      | 75.3     |                           | ｜   | 広島県 庄原市 | 広島県 庄原市   |
| 備後落合駅 |                                        | 6.6      | 81.9     | 西日本旅客鉄道： 芸備線   | ◇    | 広島県 庄原市 | 広島県 庄原市   |

宍道駅と木次駅がJR西日本直営駅であり、それ以外の駅は簡易委託駅もしくは無人駅である。